# Procésalo todo
Procésalo todo es el segundo álbum musical realizado por la banda de rock Sinergia.

## Lista de canciones
1. "Bicharracos" - 3:12
2. "Tipiquísimo" - 3:03
3. "Todos me deben plata" - 2:34
4. "Mi señora" - 3:10
5. "No me haga daño" - 2:33
6. "Lo que llevas dentro" - 4:46
7. "Sentimiento rebelde" - 3:17
8. "Chacalín" - 3:20
9. "Trabajólico" - 2:29
10. "Sopaipilla con mostaza" - 2:32
11. "Estúpida" - 2:34
12. "Cirugía" - 2:52
13. "Habla claro" - 3:47
14. "Procésalo todo" - 3:29

## Créditos
- "Rodrigo Don Rorro" Osorio- Voz
- Pedro "Pedrales" López - Guitarra
- Alexis "Aneres" González - Bajo
- Bruno "Brunanza" Godoy - Batería
- Paul DJ Panoramix Eberhard - Tornamesa, Samplers,
- Jaime "Humitascontomate" García Silva - Sintetizador, Teclados

- Datos: Q6087330